# Rifugio Fratelli De Gasperi
Das Rifugio Fratelli De Gasperi ist eine Schutzhütte auf dem Gebiet der Gemeinde Prato Carnico in der italienischen Region Friaul-Julisch Venetien, an den Hängen der vertikalen Felsküste der Friauler Dolomiten, auf der Panoramaterrasse von Clap Grande.

## Geschichte
Die Schutzhütte wurde 1925 erbaut und 1930 bereits erweitert. Im April 1945 wurde sie von Angehörigen des XV. SS-Kosaken-Kavallerie-Korps während einer Partisanenbekämpfungsaktion in Brand gesteckt. Bei der Aktion starben drei italienische Widerstandskämpfer sowie drei Russen. Nach Ende des Krieges wurde das Rifugio wieder aufgebaut und 1995 umfangreich renoviert.
Es ist den Brüdern Giuseppe, Luigi Callisto und Giovanni Battista De Gasperi gewidmet, friaulischen Bergsteigern der Societa Alpina Friulana (S.A.F.), von denen der CAI Tolmezzo damals eine Sektion war. Giuseppe De Gasperi starb im Juli 1907 an der Wand des Monte Civetta, die Brüder fielen während des Ersten Weltkrieges an der Front.

## Merkmale und Informationen
Es ist ein fünfstöckiges Gebäude aus Mauerwerk und Holz, das der Sektion Tolmezzo des Club Alpino Italiano gehört. Es ist vom 15. Juni bis Oktober geöffnet und verfügt über insgesamt 28 Zimmer, darunter zwei für die Gastronomie und achtzehn für Übernachtungen. Versorgt wird die Hütte durch eine Gepäckseilbahn von Albergo Pradibosco. Naturlehrpfade und ein kleiner botanischer Garten liegen bei der Hütte.

## Zugang
- Von Val Pesarina, Bar Centro Fondo (Parkplatz 1236 m) zum Weg Nr. 201, Höhenunterschied 550 m, in 1:30 Stunden.
- Von der S.S di Forcella Lavardêt, Val Pesarina, nach Pian di Casa (Umweg 1423 m) entlang der Forststraße zur Malga Mimojas (1623 m) und von hier aus über die Wege 201 und 203 in 1:45 Stunden zur Hütte.
- Von Sappada auf dem Weg Nr. 316, von Granvilla aus durch den Sierapass in 3:30 Stunden.

## Aufstiege
Ferrata dei 50 (6–7 Stunden EWR); Normalroute in Creton de Culzêi (2460 m); Normalroute in Clap Grant (2487 m); Normalroute in Torre Sappada (2442 m) und alle Klappwände mit unzähligen Kletterrouten unterschiedlicher Länge und Schwierigkeit. Lehr- und Klettergalerien in der Nähe der Hütte.

## Übergänge
In Sappada nimmt man den nach Regolo Corbellini benannten Weg über den Sierapass (Weg Nr. 316, 3 Stunden), oder zum Elbelpass (Nr. 201-315-314, 4,5 Stunden), oder zur Forca dell’Alpino (EE Nr. 232–317, 4,5 Stunden); Punto Tappa dell’Alta über Nr. 6 delle Dolomiti (dei Silenzi); Punto Tappa von Carnia Trekking und von der Via delle Malghe.